# Kanton La Vallée-du-Sausseron
Kanton la Vallée-du-Sausseron is een voormalig kanton in Frankrijk, departement Val-d'Oise, arrondissement Pontoise. Het werd opgeheven bij decreet van 17 februari 2014 met uitwerking in maart 2015 en ging op in de kantons Saint-Ouen-l'Aumône en Pontoise.
Het kanton La Vallée-du-Sausseron omvatte de volgende gemeenten:
1. Auvers-sur-Oise hoofdplaats
2. Butry-sur-Oise
3. Ennery
4. Frouville
5. Génicourt
6. Hédouville
7. Hérouville-en-Vexin
8. Labbeville
9. Livilliers
10. Nesles-la-Vallée
11. Vallangoujard
12. Valmondois